# Prix Konishi
Le prix Konishi est une récompense culturelle, décernée chaque année lors du festival d'Angoulême, à un traducteur ou une traductrice de manga depuis le japonais vers le français.

## Description
Le prix Konishi est fondé en 2018 à l'initiative de l'Ambassade du Japon en France et de la fondation Konishi, qui remettent chaque année le prix franco-japonais de la traduction littéraire. En 2018, la Cité internationale de la bande dessinée et de l'image héberge une exposition sur les traducteurs de manga. Le prix vise à améliorer la visibilité et la reconnaissance des traducteurs et traductrices de manga.
Son nom vient du nom du PDG de l'entreprise Nippon Zoki Pharmaceutical Co., Ltd., Konishi Ryûsaku, aussi fondateur de la fondation Konishi.

## Lauréats et lauréates
- 2018 : Sébastien Ludmann pour sa traduction de Golden Kamui de Satoru Noda[4].
- 2019 : Thibaud Desbief pour sa traduction du manga Dead Dead Demon's Dededededestruction d'Inio Asano[5].
- 2020 : Aurélien Estager pour la traduction de Stop !! Hibari-kun ! d'Hisashi Eguchi[6].
- 2021 : Miyako Slocombe, pour la traduction de Tokyo Tarareba Girls d'Akiko Higashimura[7].
- 2022 : Nathalie Lejeune pour la traduction de Blue Period, de Tsubasa Yamaguchi[8].
- 2023 : Sylvain Chollet, pour la traduction de Dai Dark de Q Hayashida[9].
- 2024 : Odilon Grevet, pour la traduction de BOKKO/STRATÈGE de Sentaro Kubota et Hideki Mori[10].
- 2025 : Yohan Leclerc pour la traduction de Les saisons d'Ohgishima (Glénat) de Kan Takahama.